# Парфуми (роман)
«Парфу́ми: істо́рія одного́ вби́вці» (нім. Das Parfum. Die Geschichte eines Mörders) — роман німецького письменника Патріка Зюскінда, відоміший під скороченою назвою «Парфу́ми», або «За́пахи» (нім. Das Parfum). Твір написаний у стилі постмодернізму, його жанр можна визначити як історичну фантастику з елементами детективу та психологічного роману. Сюжет твору розповідає історію життя вигаданого сироти з надзвичайно гострим нюхом, що перетворюється на геніального парфумера й убивцю.
«Парфуми» були дебютним романом письменника, який відразу отримав схвальні відгуки публіки. Твір неодноразово перевидавали й переклали сорока вісьмома мовами. Перший український переклад побачив світ у 1993 році, окремою книгою роман вийшов 2003 року. У 2006 році роман був екранізований німецьким режисером Томом Тиквером під назвою «Парфумер: Історія одного вбивці». Головні ролі у фільмі зіграли такі відомі актори як Бен Вішоу, Дастін Гоффман, Алан Рікман тощо. 2007 року композитор Ігор Демарін написав за романом рок-оперу «Парфумер» (лібрето Юрія Рибчинського). «Парфуми» залишаються найвідомішим твором у літературній спадщині Патріка Зюскінда.

## Історія
Історія написання роману невідома через принципову відмову автора від публічності, однак в одному інтерв'ю Патрік Зюскінд сказав, що ідея твору виникла в нього за вісім років до його видання. За спостереженнями людей, близьких до письменника, задум міг виникнути у нього навіть раніше, оскільки вже за 10–12 років до видання книги Зюскінд оточив себе багатьма парфумами, а в його квартирі висіла мапа Парижа XVIII сторіччя. Відомо, що письменник здійснив подорож моторолером до Грасса, у якому протягом восьми днів досліджував роботу парфумерів у лабораторії Жана-Оноре Фрагонара.
Виданню «Парфумів» передувала п'єса «Контрабас», яка мала не надто великий, але стійкий успіх на сценах німецьких театрів. 1983 року голова швейцарського видавництва «Diogenes» Деніел Кіль запропонував Патріку Зюскінду видати її, але автор обережно зауважив, що п'єси «ніколи не були успішними в книжковому форматі». Однак у 1984 році її видали накладом у 4000 екземплярів.
Після цього видавець зацікавився чи не має письменник у шухляді ще чогось. Зюскінд відповів, що в нього є «історія парфумера „Парфуми“, дія якої відбувається у Франції середини XVIII століття і займає 280 сторінок». Коли Кіль ознайомився з рукописом, він сказав: «Тепер у нас є світовий бестселер». Друк книги розпочався 16 жовтня 1984 року, а на полиці вона потрапила 26 лютого 1985-го. Перший наклад у 5000 примірників розкупили настільки швидко, що протягом того ж року видавець змушений був додрукувати ще сім накладів, так що у вересні 1985-го загалом було продано 100 000 примірників роману.

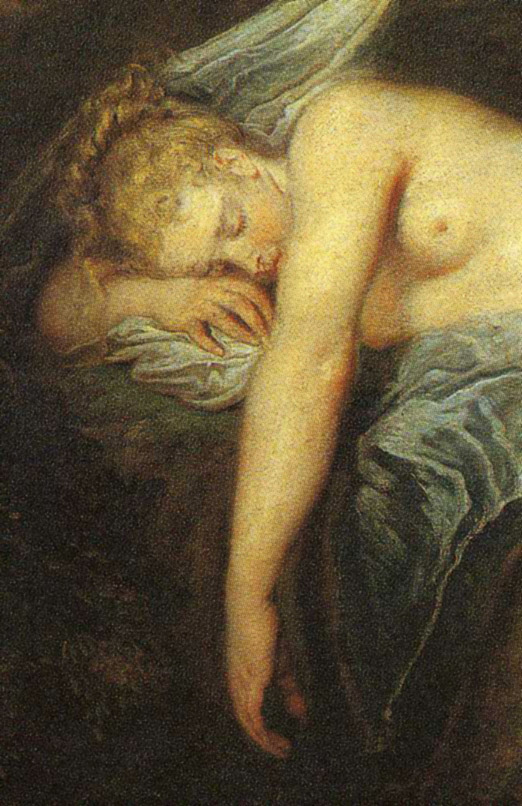
Фрагмент картини Антуана Ватто «Юпітер і Антіопа», який було розміщено на обкладинці першого видання «Парфумів».

«Diogenes» продавав ліцензії на переклад із таким розрахунком, щоби їх могли отримати не тільки видавці, котрі найбільше платять. Однак за умовами договорів інші видавці мали зберегти дизайн оригінальної обкладинки, для якого було обрано картину французького живописця Антуана Ватто «Юпітер і Антіопа». Нечисленні винятки з цього правила були зроблені для американських видавництв (через заборону на показ оголеної натури) і для видавництв НДР (щоби запобігти реімпорту книги до ФРН). Уже у 1987 році «Парфуми» переклали 23 мовами, а загальний наклад книги склав понад мільйон примірників. Пізніше число мов, на які перекладено роман, збільшилося до 48, а наклад досяг 20 мільйонів примірників. У списку бестселерів журналу «Шпіґель» роман фігурував 470 тижнів, з них 449 тижнів поспіль — унікальний випадок в історії німецької літератури.
Перший український переклад, здійснений Іриною Фрідріх, був опублікований у журналі «Всесвіт» у 1993 році під назвою «Запахи. Історія одного вбивці». Надалі права на видання роману українською придбало видавництво «Фоліо», яке випустило серію накладів у 2000-х роках під назвою «Парфуми: Історія одного вбивці».

## Сюжет

### Частина перша

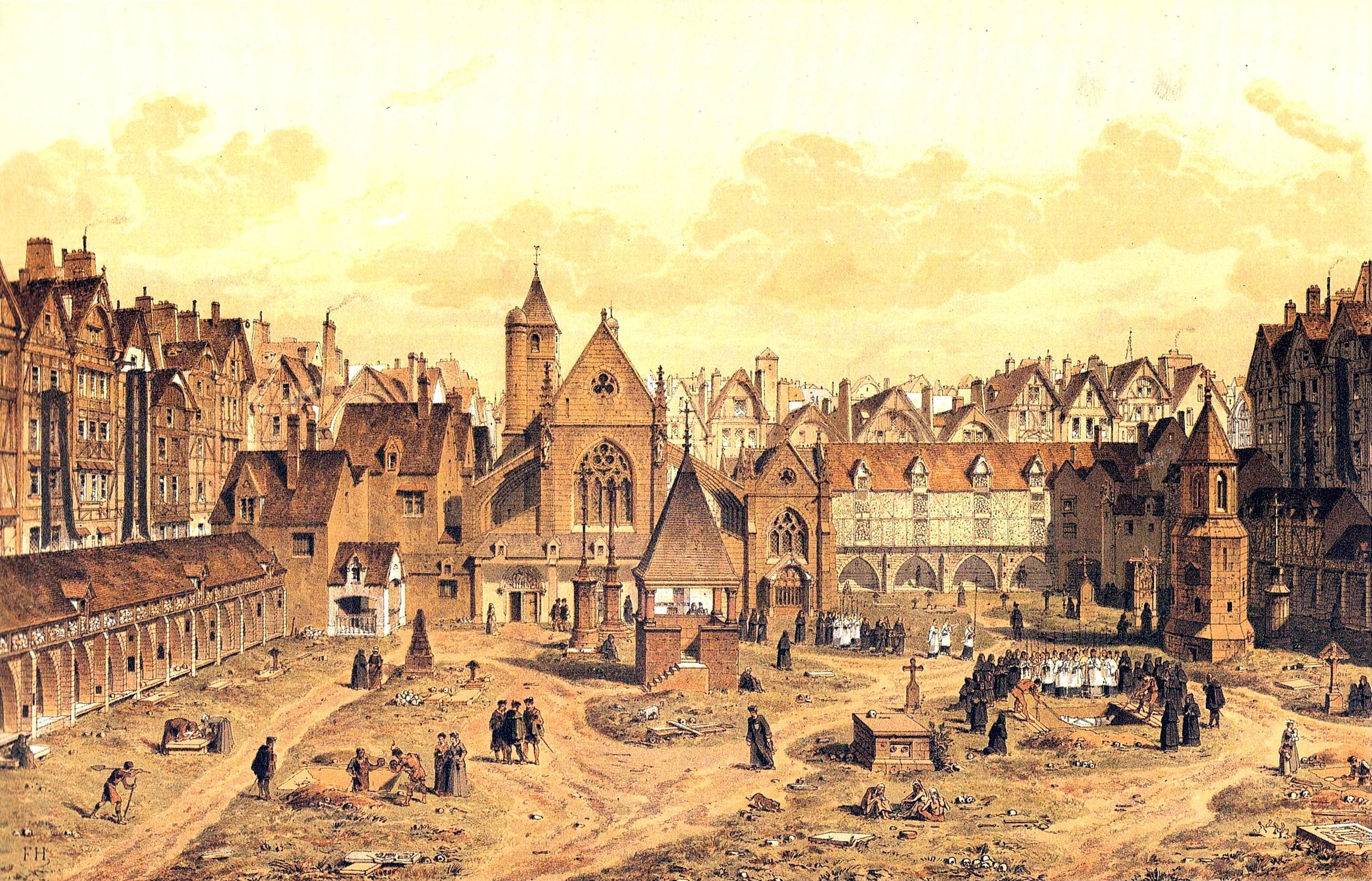
Кладовище Невинних.

У Парижі, у смердючій рибній лавці поряд із Кладовищем Невинних, з'являється на світ Жан-Батист Гренуй. Його мати хоче позбутися небажаної дитини, але її задум розкривають, жінку звинувачують у дітовбивстві та страчують, а немовля передають до монастиря і призначають йому годувальницю. Через деякий час та відмовляється доглядати за хлопчиком, бо, за її словами, він «не пахне як інші діти» і одержимий дияволом. Священник, отець Террі, обстоює права немовляти, але злякавшись, що той «безсоромно його обнюхує», влаштовує Гренуя якомога далі від свого приходу — до притулку мадам Гаяр.
Тут дитина живе до восьми років. Інші діти вважають хлопчика недоумкуватим бридким калікою. Однак завдяки надзвичайно гострому нюхові Жан-Батист дивує оточення феноменальними здібностями: вмінням орієнтуватись у повній темряві, передбачати дощ, знаходити приховані речі. Коли Гренуй знаходить заховані мадам Гаяр гроші, вона вирішує його позбутися та передає в чорнороби чинбареві Грімалю. У нього Гренуй працює у важких умовах, зносячи побої і хвороби, єдина відрада для нього — вивчення нових запахів. І парфуми, і помийний сморід однаково йому цікаві. Одного разу на вулиці він відчуває незвичайні пахощі, джерело яких — юна дівчина, що пахне як «сама краса». Гренуй, бажаючи заволодіти запахом, безкарно душить дівчину. Совість не мучить його, навпаки, він щасливий, що володів найдорогоціннішим ароматом у світі. Після цього випадку Гренуй розуміє, що його покликання — бути великим парфумером.
Щоби навчитися цього ремесла, він наймається в учні до парфумера Бальдіні, де вчиться мови формул і тому, як «віднімати» у квітів їхній запах, використовуючи сублімацію. Усі формули ароматів, винайдені Гренуєм, Бальдіні привласнює собі. Однак Жана-Батист розчаровується — не кожен запах можна законсервувати у флаконі. Від метра Гренуй дізнається про існування інших способів видобутку ароматів, якими користуються в Грассі. Передавши марнославному господареві чудові формули парфумів і отримавши за це патент підмайстра, Гренуй залишає вчителя. Незабаром Бальдіні трагічно гине — міст Міняйл, на якому розташовувався його будинок, обвалюється в Сену.

### Частина друга

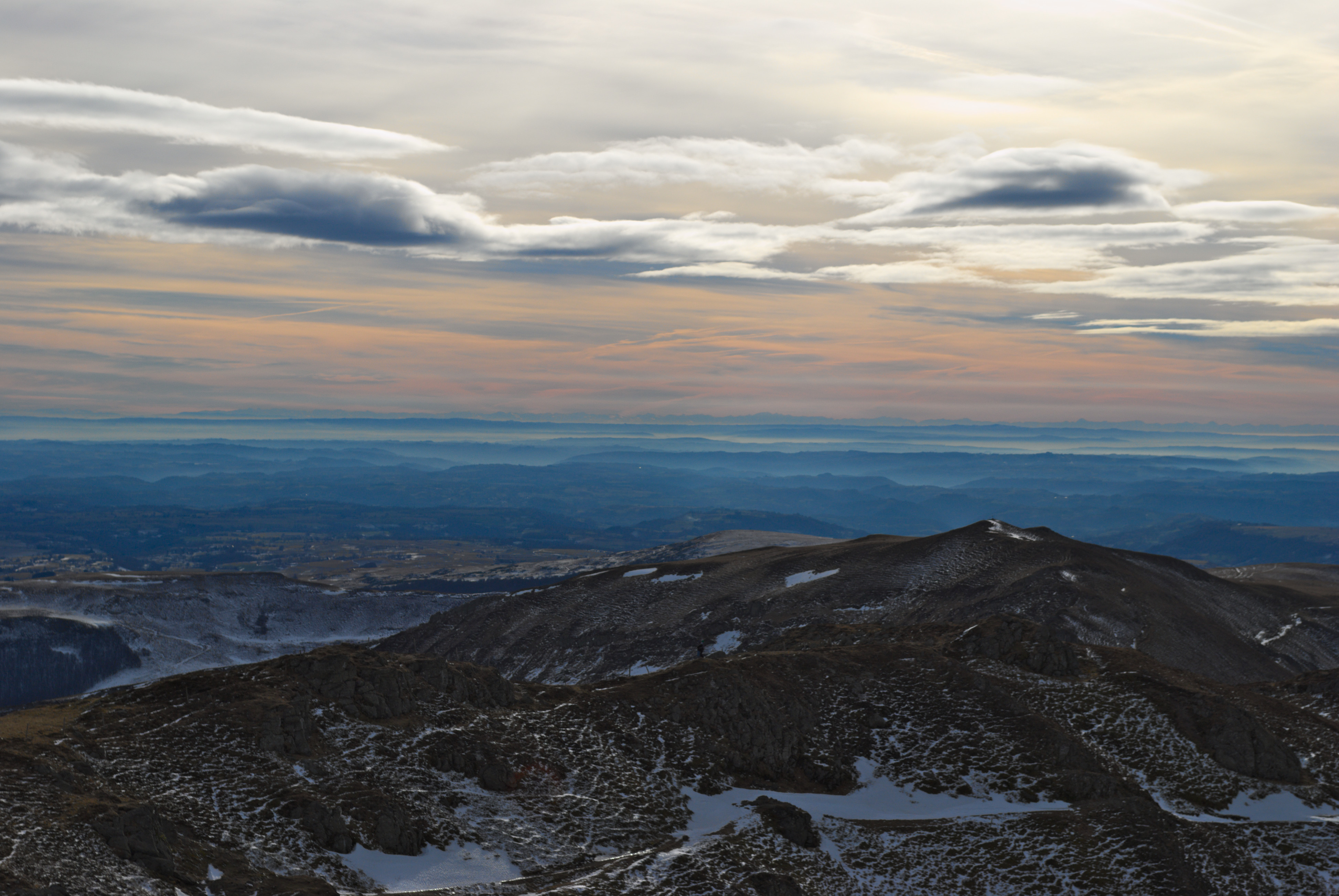
Вершина Плон-дю-Канталь — втілення безлюддя.

Тепер мета Гренуя — Грасс, але дорогою туди Жан-Батист зупиняється на безлюдній горі Плон-дю-Канталь у печері, де немає запаху людей. Там він насолоджується мріями про аромати й живе самітником сім років, доки не робить жахливе відкриття — сам він ніяк не пахне. Йому необхідні такі парфуми, щоби люди перестали цуратися його і прийняли за звичайну людину. Зі свого притулку Гренуй потрапляє під заступництво псевдонауковця маркіза Таяд-Еспінасса, який у рамках наукового експерименту повертає відлюднику вигляд цивілізованої людини.

### Частина третя

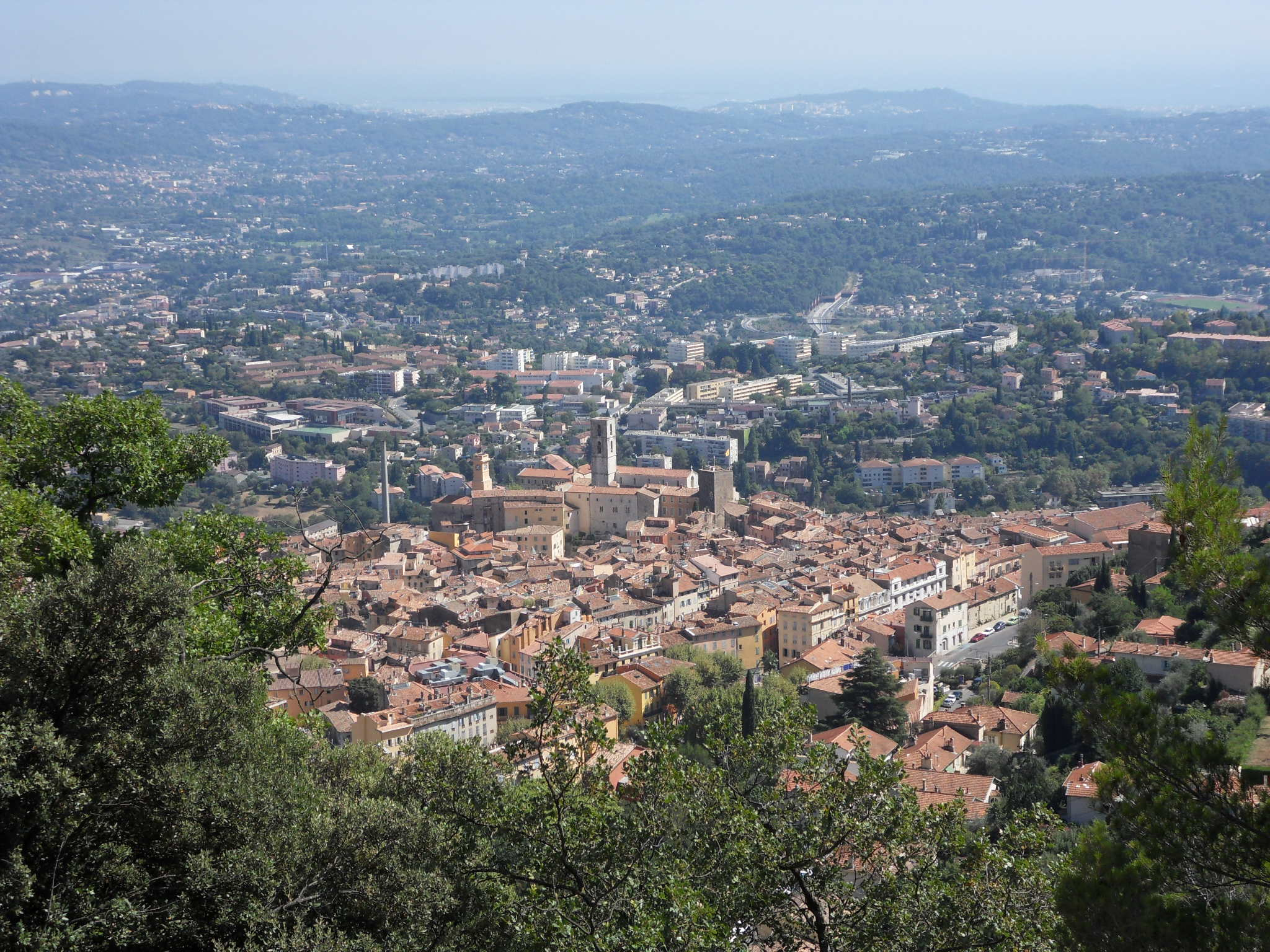
Грасська долина і місто Грасс.

Жан-Батист кидає маркіза й добирається до Грасса, де випадково відкриває аромат тринадцятирічної Лаури Ріші, ще розкішніший, ніж у його першої жертви в Парижі. Він вирішує на його основі створити парфуми абсолютної краси, що викликатимуть почуття щирої любові в кожного, хто їх вдихне. Гренуй наймається в підмайстри до вдови парфумера Арнульфо. Тут він вчиться найтоншому способу заволодіння запахом — жировому анфлеражу. Отримані знання він застосовує для видобутку запаху найвродливіших незайманих красунь, яких попередньо убиває, тому що вже дійшов висновку, що живі істоти неохоче потопають у жирі. Коли число його жертв сягає двадцяти чотирьох, батько Лаури Ріші усвідомлює, що ця вишукана колекція красунь просто оправа для найгарнішої мешканки Грасса — його дочки.
Ріші вирішує перешкодити запланованому вбивству. Він таємно вивозить Лауру з міста, плутаючи сліди. Одного лише батько не врахував: вбивця знаходить свої жертви за запахом. Гренуй безпомилково визначає постоялий двір, у якому зупинилися консул Ріші й Лаура. Він отримує останню ноту своїх парфумів. Але його заарештовують щойно роботу закінчено. Серійного вбивцю засуджують до смертної кари. Однак у день страти Гренуй витягує прихований флакон із досконалим парфумом любові. Однієї краплі цього божественного запаху виявилося достатньо для того, щоби розчулити суддів, ката й навіть батька Лаури, який бачить у Жані-Батисті свого сина. Аромат збуджує в присутніх на страті людях тілесну пристрасть, яка переростає в оргію. Користуючись загальним божевіллям Гренуй зникає. Після того як запах розвіюється, люди виявляють себе роздягненими в обіймах одне одного. Зніяковіло вдягаючись, усі негласно вирішують «забути» про ганебну подію. Аби поставити крапку в цій історії, замість Гренуя страчують невинного.

### Частина четверта
Гренуй повертається до Парижа й на Кладовищі Невинних із голови до ніг обприскує себе парфумами в присутності злодюжок і повій. Ті, засліплені потягом до нього, розривають кумира на частини та пожирають рештки великого парфумера.

## Головні герої
- Жан-Батист Гренуй — протагоніст, у нього неймовірно тонкий і сильний нюх поряд з повним браком власного запаху. Гренуй від народження є моральною потворою, позбавленою звичайних людських почуттів: страху, болю, радості, сексуальної чуттєвості, сорому і сумління. Він сприймає світ суто через єдиний матеріальний аспект — запах. У дорослому віці йому властиві ознаки психопата, соціопата і серійного вбивці.
- Мати Гренуя — звинувачена у дітовбивстві. Морально й фізично потворна жінка, що уособлює духовне звиродніння, грубий плебс.
- Жанна Бюссі — простодушна годувальниця з гострою інтуїцією. Не маючи змогу правильно обґрунтувати свої думки, вона відчуває справжню природу майбутнього вбивці.
- Отець Террі — знавець церковної догматики, уособлення релігійної забобонності і лицемірства.
- Мадам Гаяр — господиня притулку позбавлена нюху й емпатії через мозкову травму. Ставиться до дітей лише як до способу заробітку. Помирає від злиднів, яких намагалася уникнути все життя.
- Грімаль — чинбар. Дуже грубий і жорстокий чоловік.
- Джузеппе Бальдіні — паризький парфумер. Професійний невдаха із бездоганною технічною підготовкою і повною нездатністю до творчості. Зовні доброчесний, але насправді ниций плагіатор і крадій.
- Маркіз де ла Таяд-Еспінасс — ексцентричний творець «флюїдальної теорії», карикатурний образ, у якому втілені як наукові, так і містичні дослідники природи доби Просвітництва.
- Мадам Арнульфо — вдова парфумера з Грасса, владна господарка майстерні.
- Домінік Дрюо — майстер-парфумер з Грасса, коханець мадам Арнульфо, символ грубої сексуальності.
- Антуан Рішіі — Другий консул Грасса, проникливий чоловік, удовець, чуйний батько із великим амбіціями. Мріє через дочку поріднитися з дворянством.
- Лаура Ріші — дочка консула, рудоволоса красуня. Остання жертва Гренуя.

## Аналіз твору

### Структура

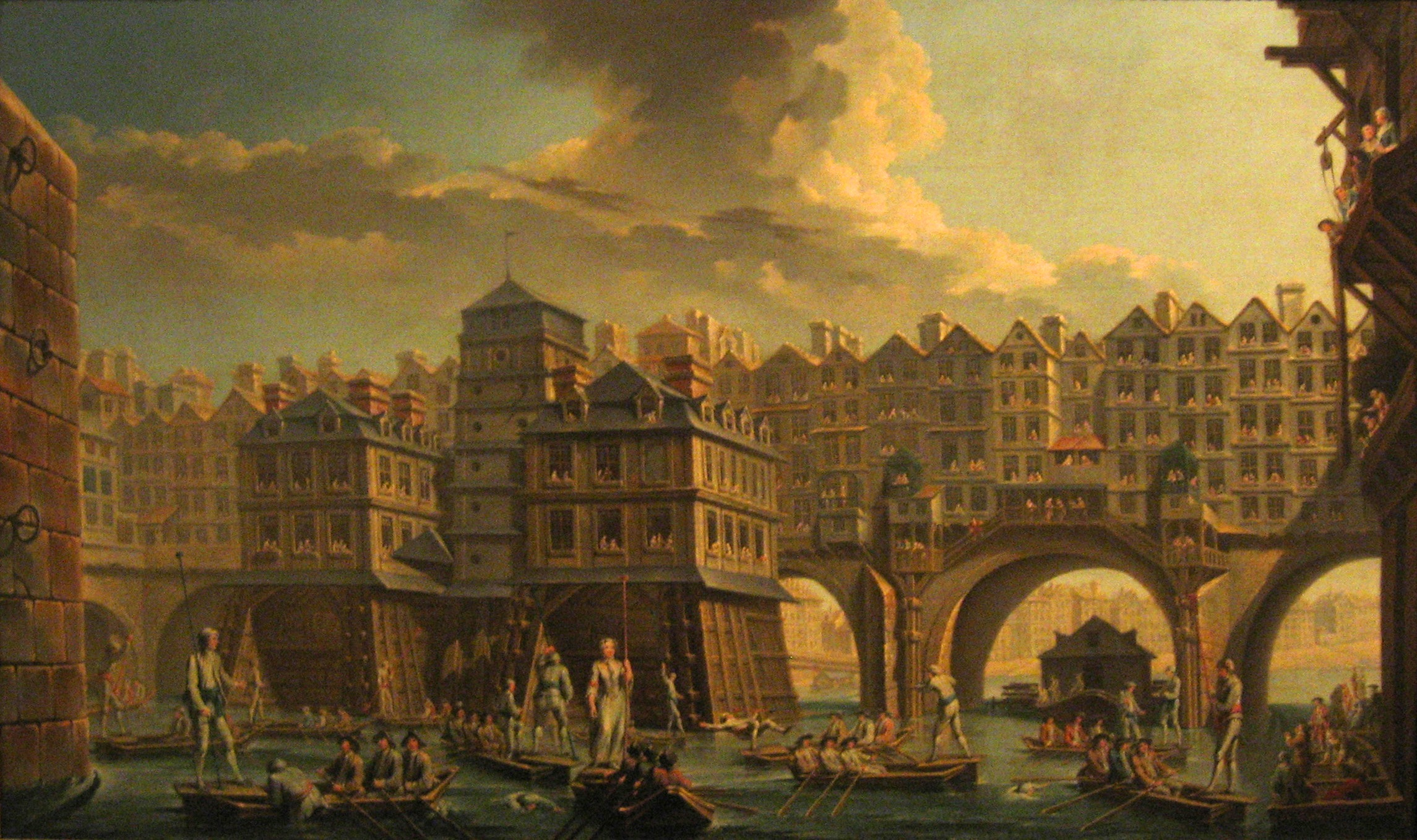
Міст Нотр-Дам і міст Міняйл на картині 1756 року, тобто на момент загибелі Джузеппе Бальдіні.

«Парфуми» — невеликий за обсягом роман, що складається з 51 глави, згрупованої в чотири розділи, і займає орієнтовно 280 сторінок. Як глави, так і розділи безіменні. Перші три розділи біль-менш однакові за обсягом, а четвертий включає лише одну главу. Така структура твору зумовлена логічним розбиттям тексту на частини, кожна з яких відповідає певному ступеню духовної еволюції головного героя.
Так, у першій частині описується дитинство й події, які заклали підґрунтя для подальшої моральної деградації Гренуя. Навіть убивство першої жертви в цей час ще не перетворює героя на маніяка, це лише спроба запахового пізнання світу. Друга частина бідна на події, бо включає лише опис одноманітного життя підмайстра в печері. Однак виокремлення цього життєвого періоду в окремий розділ доречне, оскільки у відлюдництві відбувається корінний злам у світогляді майбутнього вбивці. Саме на горі Плон-дю-Канталь Гренуй усвідомлює необхідність «перероблювання» людей у любі йому аромати. Деякі критики вважають, що ця частина взагалі є центральною у творі. Третій розділ описує злодійський шлях Гренуя з кульмінацією в прикінцевій сцені страти-оргії. Доцільність виокремлення четвертої частини також беззаперечна, тому що хоч вона і включає лише сцену загибелі Гренуя, але, по суті, описує низхідний етап усього його життя.

### Хронологія
Дія роману відбувається у Франції середини XVIII століття, у добу Просвітництва. Прийом, який використовує автор «Парфумів» — принцип псевдоісторизму. Він нібито переконує читача, що описане дійсно колись відбувалося, надаючи подіям роману хронологічну точність. Текст роману насичений датами. Між двома датами минає все життя героя — він народжується 17 липня 1738 і вмирає 25 червня 1767. Хоча пізніше автор зазначить, що день смерті Гренуя припав на день його народження. Також датовані й інші поворотні події життя героя: 1 вересня 1753 — зустріч із дівчиною з вулиці Маре; 15 квітня 1766 — герою зачитують вирок.
Звертаючись до персонажів, з якими стикається Гренуй, Зюскінд зазначає час і обставини їх смерті. Так, читач, спостерігаючи в реальному часі роману за загибеллю чинбаря Грімаля і парфумера Бальдіні, дізнається, що мадам Гаяр помре від старості в 1799 році, а маркіз Таяд-Еспінасс — зникне в горах у 1764-му. Трагічна загибель Джузеппе Бальдіні також «історично прив'язана» до 1756 року — початку Семирічної війни. Знесення будинків на деяких паризьких мостах дійсно відбувалось у середині XVIII сторіччя.
Втім, у романі є й історичні неточності: головний герой народжується 1738 року на ринку, розбитому на місці колишнього кладовища Невинних, хоча тут же письменник зауважує, що ринок з'явився на цьому місті після Французької революції, отже наприкінці XVIII століття. Цьому факту суперечить і кінцівка твору, де Гренуя з'їдають живцем серед могил зазначеного кладовища, тобто ще до появи ринку.

### Місце дії
Сюжет роману є закільцьованим в просторі — він починається і закінчується в одній і тій же точці Парижа — на Кладовищі Невинних. Подорожі героя не виходять за межі Франції. З Парижа дія переміщається на вершину згаслого вулкана Плон-дю-Канталь в провінції Овернь. Після — на шляху героя місто Монпельє, звідки він потрапляє в південний приморський Грасс. У гонитві за дівчиною Гренуй вирушає в Ла-Напуль. Після «страти» у Грассі він повертається до Парижа.
Патрік Зюскінд чітко фіксує найменші пересування героїв протягом всієї розповіді. Так Гренуй, який спостерігає феєрверк в Парижі на Королівському мості, підходить до галереї Лувру, тут він відчуває ніжний запах і йде слідом за ним. Він відходить від павільйону Флори, повертає назад і переходить через міст на інший берег. Подальший маршрут: особняк Маї — набережна Малаке — вулиця Сени — вулиця Маре. Також докладно описані лавка і будинок парфумера Бальдіні на мосту Міняйл, і прогулянки Бальдіні до Нового мосту.
У грасських сценах роману письменник так само дотримується документальної точності: детально описує долину Грасса, ближні околиці з містечками Ла-Наполь, Кабрі, Оріо, Вальбонна, Таннерон. Треба зазначити, що Патрік Зюскінд добре знав Париж і відвідав Грасс, тому топографічні відомості письменника базуються на його особистому досвіді.

### Семіотика
У «Парфумах» Патрік Зюскінд користувався мовою символів, головним з яких є запах. У романі він уособлює все матеріальне, ницо-людське, тому тлумачити сюжет треба з погляду розкриття описуваних у ньому ароматів, кожен із яких алегорично кодує якусь сферу духовності.
Так, дія роману розгортається в найсмердючішому місті Парижа, а мати Гренуя нечутлива до будь-якого смороду, тобто життя головного героя починається в атмосфері вульгарної бездуховності. Надалі люди, що самі тхнуть не надто добре (годувальниця — молоком і вовною, отець Террі — оцтом), ставляться підозріливо до немовляти через брак у того запаху. Це можна тлумачити як відразу пересічних обивателів до того, хто позбавлений їхніх недоліків. Показово, що зневажуваний усіма малюк знайшов притулок лише у мадам Гаяр, позбавленої нюху. Отже, формування злодійської особистості стало можливим лише за умови нечутливості, байдужого ставлення до основ людської природи. Надалі Гренуй стикається з людьми, що пахнуть добре, але і ці аромати сприймаються ним без захоплення. Письменник хоче показати, що пахощі багатих домівок від надміру грошей, а не від духовної вищості їхніх мешканців, а колекція вишуканих ароматів у майстерні Бальдіні — ознака поганого смаку, недарма деякі жінки втрачали свідомість від цієї запахової какофонії, а сам Бальдіні за життя самотужки не зміг створити жодного путящого парфуму.
Намагання Гренуя позбутися людських запахів під час мандрівки до Грасса є ознакою людиноненависництва, що зароджується в ньому. Воно змушує головного героя зупинитись на горі, де не відчувається присутність людей. Таку поведінку критики тлумачать як аутичну. У період оверньського відлюдництва запахи складають основу усіх мрій Гренуя, тобто замінюють йому реальний світ людей і лише відсутність власного запаху, тобто неможливість самовизначення, змушує його покинути печеру. Надалі намагання заволодіти запахом (алегорично — матеріальним світом) перетворюється на того на манію. Він потрапляє в місто, де тотожність між ароматом і багатством майже повна, адже в Грассі всі заробляють на життя виробництвом парфумерної продукції. Те, що парфум абсолютної любові складатиметься з запахів незайманих дівчат символізує вищість духовної чистоти над грубим матеріалізмом світу. Водночас показово, що саму людську природу Гренуй сприймає як щось суто низьке і брудне, адже маскувальний парфум із запахом звичайної людини він виготовляє з гидких матеріалів: котячих фекалій, бобрового струменя, зіпсутих яєць і риби, свинячих шкварок, рогової стружки, оцту й нашатирю.
Одним із проявів символізму в «Парфумах» є долі другорядних героїв. Усі, хто мешкав з Гренуєм більш-менш тривалий час, гинуть, причому характер їхньої смерті відповідає характерові їхніх гріхів: захланна мадам Гаяр помирає в притулку для бідних; чинбар Грімаль потопає, напившись на гроші, отримані від продажу учня; Бальдіні, чий фінансовий успіх базується на крадіжці інтелектуальної власності, провалюється разом із будинком. З одного боку, це надає постаті Гренуя містичного характеру і змушує читача задуматись, ким він є насправді. Автор стосовно цього робить натяк ще на початку твору, даючи зрозуміти, що в малюку від народження сидить демонічна сила. З іншого боку, Зюскінд далекий від того, щоби тлумачити Гренуя як посланця диявола. Парадоксально, але майбутній вбивця не має жодного стосунку до цих трагедій, він не жорстокий і не мстивий. Перше його убивство — це спроба привласнити запах дівчини, тобто цей злочин — аналог того, як інші привласнювали собі те, що належало йому: життя, яким знехтувала мати, здоров'я і сили, які експлуатували Гаяр і Грімаль, талант і вправність, яку визискував Бальдіні. Отже, письменник наводить читача на думку, що злочинцем Гренуя насправді роблять не його збочені нахили, а суспільство, яке узаконює жорстокість, визиск, байдужість у різних формах.

### Психологізм
Роман «Парфуми» вирізняє багате психологічне підґрунтя, оскільки головний герой у ньому виявляє ознаки найрізноманітніших психічних відхилень, а його взаємодія зі світом має збочений характер. Уже перші роки життя Гренуя позначені психіатричними симптомами: затримка фізичного й розумового розвитку (став на ноги в три роки, а почав розмовляти в чотири), брак у лексиці дієслів, прикметників, емоційно забарвлених слів (перше слово «риби» вимовив через відчутий запах), ненормальна нечутливість до болю. Усе це свідчить про те, що в духовному світі хлопця відсутні люди, його підсвідомість заповнюють лише речі й ототожнювані з ними запахи. Такий набір симптомів психологи вважають ознакою аутизму. Аутичність героя підтверджуватиме й подальше його життя: дорослий і освічений Гренуй усе такий же мовчазний відлюдько, поняття добра і зла, совісті, обов'язку йому чужі, а чуттєвість навіть у примітивному фізіологічно-еротичному вимірі йому не притаманна. На відміну від Антуана Ріші, який відчував кровозмішальний потяг до власної дочки, Гренуй не зґвалтував жодної зі своїх жертв.
Однак типовим аутистом Гренуя назвати не можна. Він усе ж таки не зовсім відсторонений від світу людей. Спочатку він вивчає його через запахи, а потім виробляє свою ставлення до людства — зневажливе і відразливе. Гренуй усвідомлює власні здібності й нюхову неміч оточення, подумки він підіймається над своїм середовищем. Уже під час роботи в Грімаля Жан-Батист стримує свої почуття так, що інші вважають його неповносправним, але при цьому йому вдається вижити в умовах, де більшість робітників гине. Тут Патрік Зюскінд порівнює свого героя з кліщем, здатним роками голодувати, чатуючи на здобич. Надалі Гренуй виявляє тонку здатність до перемовин із представником значно вищої верстви (Бальдіні). Йому вдається створити образ «дурника» в очах цього парфумера, а згодом так само обдурити вченого маркіза Таяд-Епінасса й майстра Дрюо. На горі Плон-дю-Канталь зневага до людства визріває остаточно: у мріях Гренуя в цей час видно ознаки манії величі. Здатність маніпулювати свідомістю інших у поєднанні з нездатністю до емпатії, чуттєвою холодністю, що доходить до меж цинізму, дає змогу схарактеризувати Гренуя як соціопата та психопата. Разом з тим письменник зовсім не бажає перетворити свого героя на чудовисько з фільму жахів, такий букет патологій, притаманних одній людині, у романі не виглядає як надмірність, а лише як збірний образ нездорової поведінки, яка ймовірніше, притаманна людству в цілому.

### Художні засоби
Оповідь у романі ведеться від третьої особи, але події описуються через відчуття Гренуя. Отже, можна сказати, що автор деякою мірою ототожнює себе із головним героєм, наче таємно симпатизуючи йому, але водночас, зберігає відстороненість, наче лікар, що хоче об'єктивно простежити за розвитком хвороби. Мова роману одночасно й по-сучасному лаконічна (у творі немає розлогих діалогів, пейзажних описів), і по-старовинному барвиста. Це дало змогу Патріку Зюскінду створити живе відчуття минулої епохи.
Описуючи багатий внутрішній світ Гренуя (багатий не стільки духовними цінностями, скільки відхиленнями), автор уникає сухої медичної термінології. У жодному місці він не каже прямо, що Гренуй збоченець, але цілком передає читачеві це відчуття. Разом із мальовничою психологічною картиною «Парфумам» притаманне широке висвітлення власне світу запахів. Тут термінологія письменника сягає майже професійної глибини. Він не тільки перелічує чисельні ароматичні речовини, але й відтворює спосіб їхнього сприйняття (опис дегустації парфумів Бальдіні), характерні композиції, види сировини, зрештою технічні прийоми виготовлення парфумів (сублімація, мацерація, анфлераж). В описі прихованих ароматичних нот Зюскінд досягає такої точності, що в необізнаного читача може виникнути почуття, наче автор поділяє людиноненависницьку позицію головного героя. Насправді використання запахів плісняви, старого сиру, навіть окремі ноти оцту, поту чи звірячого посліду не є авторською вигадкою, а реальною практикою парфумерів. Так само як і в дії вигаданого парфуму любові, який спричинює оргію в середовищі цілком доброчесних громадян, небагато перебільшень: здавна були відомі пахучі афродизіаки, а сучасна парфумерія широко використовує феромони. Серед цих речовин є й такі, які можуть спричини страх (торібони) або приваблювати, спонукати до скупчення (етофіони).

### Іронія і сатира
Роман «Парфуми» пронизаний тонкою іронією, що в певних випадках набуває рис ядучої сатири. Ці художні засоби письменник використовує для опису релігійно-філософських, моральних і соціальних явищ. Він насміхається над забобонністю простолюдинів (годувальниці, жителів Грасса), і водночас показує отця Террі плоским неуком, що з висоти своєї посади несе людям не більше світу, ніж їхні упередження. Втім, його критика неоднобічна, адже разом із представниками кліру Патрік Зюскінд показує тупість і поборників окультизму. У сцені страти-оргії масони й католицький єпископ опиняються в однаковому положенні. Однак найбільшої гостроти сатира автора досягає в сцені врятування Гренуя маркізом Таяд-Епінассом. Постать маркіза гротескна вже тому, що він захоплюється «передовими» ідеями оберненопропорційного податку, який бідні мають сплачувати в більшому розмірі, ніж багаті, гібридизації рослин і тварин. Вершиною цього абсурду стає «флюїдальна теорія» про небезпеку близькості до землі, вдалим підтвердженням якої виявляється занехаяний Гренуй, що сім років прожив у печері. Маркіз, який повертає Греную нормальний вигляд суто гігієнічними процедурами, вбачає у перевтіленні піддослідного доказ своєї правоти. Комічною виявляється і смерть Таяд-Епінасса, який заради омолодження підіймається в бурю на вершину гори і відходить у небуття. Цей епізод роману висміює як сучасну науку з її широкими можливостями для тасування фактів, так і проблеми екологічного світогляду людства, де небезпечні біотехнології вже давно не служать добробуту, а споживацтво перетворилося на серйозну глобальну проблему. Алегорією споживацької зажерливості стає кульмінація роману, де маргінальні особи під дією парфуму любові так «закохуються» в Гренуя, що в захваті обожнювання розривають того на шматки та з'їдають. У цьому закінченні закодоване авторське попередження про можливу долю людства, яке не бажає відійти від надмірного використання природних ресурсів.